# Завод MTBE у Дун'їні (Lushenfa)
Завод MTBE у Дун'їні — розташоване у китайській провінції Шаньдун нафтохімічне виробництво, котра здійснює випуск високооктанової паливної присадки — метилтретинного бутилового етеру (MTBE).
У 2012 році на майданчику Shandong Lushenfa Chemical ввели в експлуатацію установку по випуску MTBE потужністю 40 тисяч тонн на рік. Первісно необхідний для її роботи ізобутилен отримували шляхом закупівлі на ринку фракції С4, при цьому отриманий з установки етерифікований залишок фракції призначався для використання у блоці виробництва ароматичних вуглеводнів.
А в 2013 році тут же запустили установку дегідрогенізації ізобутану, котра дозволяє продукувати 80 (за іншими даними — 100) тисяч тонн ізобутилену на рік. Вона має рівень конверсії вихідної сировини у 16,6 % при виході цільового продукту у 92,6 %. Первісно передбачалось реалізовувати надлишки ізобутилену на ринку, проте станом на 2015 рік сама Lushenfa Chemical могла випускати вже 150 тисяч тонн MTBE.